# Chabbasz
Chabbasz lub Kababasz – faraon okresu Epoki Późnej i rządów perskich Achemenidów w Egipcie. Panował w latach 338–336 p.n.e. Bywa uznawany za jedynego przedstawiciela tzw. XXXII dynastii.

## Pochodzenie
Nie ma informacji o pochodzeniu faraona. Jego imię sugeruje jednak niemal na pewno nieegipskie pochodzenie. Możliwe że był kuszyckim lub libijskim księciem. Inna teoria mówi, że Chabbasz mógł być zbuntowanym perskim satrapą. Z uwagi jednak na poparcie jakim się cieszył, jest to jednak wątpliwe.

## Rządy
W roku 343 p.n.e. cały Egipt został podbity przez Persów. Ostatni przedstawiciel XXX dynastii – Nektanebo II – uciekł na południe, do Nubii, gdzie zmarł w następnym roku. Nowym i niepodzielnym władcą ogłosił się Artakserkses III. Władzę w jego imieniu sprawował satrapa Ferendares. Jednak w 338 p.n.e. Artakserkses został otruty przez swojego wezyra Bagoasa, a tron objął Arses – marionetka w ręku Bagoasa.
Nagła zmiana na tronie w imperium perskim wywołała zamęt, który rozlał się również na Egipt. Na czele buntu stanął w Sais Chabbasz. Udało mu się szybko wygnać Persów. W krótkim czasie nowy faraon opanował zarówno Dolny Egipt jak i Górny. Następnie – prawdopodobnie w 337 lub 336 p.n.e. – poprowadził swoje siły na kraj Kusz, rządzony przez króla Nastasena. Wyprawa zakończyła się jednak porażką.
O polityce wewnętrznej Chabbasa nie wiadomo niemal zupełnie nic. Z dekretu Ptolemeusza I wynika jedynie, że faraon ów nakazał zwrot ziemi świątyni bogini Uadżet w Per-Wadżet, zagarniętej przez Persów. Nakazał także wzniesienie w Delcie Nilu umocnień, mających zabezpieczyć te tereny przed ewentualnym najazdem ze strony Arsesa.
Tymczasem w Persji doszło do kolejnej zmiany władcy. Bagoas pozbył się w 336 p.n.e. Arsesa i usadowił na tronie Dariusza III. Ten jednak szybko pozbył się znów intrygującego wezyra. Następnie, zebrawszy armię, uderzył na zbuntowane Babilonię i Egipt. Osłabiony porażką w Kusz (lub będąc w jej trakcie), faraon Chabbasz nie był należycie przygotowany do inwazji ze strony Persji. Atak wojsk Dariusza zakończył się więc błyskawicznym sukcesem. Nie wiadomo jednak czy Persowie opanowali wówczas od razu cały Egipt czy tylko jego część Dolną. Sam Dariusz przybrał jeszcze w tym samym roku (lub na początku 335 p.n.e.) tytuł faraona, ale los Chabbasza pozostaje nieznany.
Faraon miał nieznanego z imienia syna, który razem z nim miał dowodzić buntem przeciw Persom.

## Zabytki

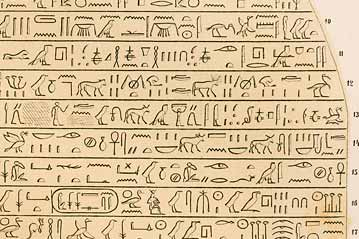
Stela Nastasena. W wierszu 13. informacja o najeździe Egipcjan prawdopodobnie pod wodzą Chabbasza.

Do współczesności zachowało się kilka zapisek odnoszących się do rządów Chabbasza. Są to m.in.:
- papirus z zapisem umowy małżeńskiej pomiędzy Satiretbin i Dżedhorem, kapłanem z Teb, zawartej w pierwszym roku [tj. 337 p.n.e.] panowania faraona Chabbasza, miesiąca achet III[2];
- dekret Ptolemeusza I Sotera z 305 p.n.e. na tzw. stelli starapów, wspominający m.in. tytulaturę noszoną przez faraona;
- stela Nastansena, mówiąca o najeździe egipskiego władcy Kambasutena/Chembesutena (utożsamianego z Chabbaszem);
- sarkofag byka Apisa w Sakkarze z wyrytym imieniem Chabbasza z jego drugiego roku panowania (również miesiąc achet III);
- inskrypcja z imieniem w piśmie demotycznym na amulecie w pałacu faraona Apriesa;
- zapis imienia na wazonie znalezionym pod Memfis;
- zapis imienia na skarabeuszu nieznanego pochodzenia.